# Cassano all'Ionio
Cassano allo Ionio és una població i comuna d'Itàlia situada a la província de Cosenza, dins de la regió de Calàbria.

## Administració
| Període | Identitat            | Partit           |
| ------- | -------------------- | ---------------- |
| 2004-   | Gianluca Dante Gallo | Unione di Centro |